# Movement in Still Life
Movement in Still Life è il terzo album in studio del cantautore statunitense BT, pubblicato l'8 ottobre 1999 nel Regno Unito e nel 2000 negli Stati Uniti dalla Headspace, Pioneer, Black Hole Recordings, Nettwerk e EMI.

## Accoglienza
| Recensione | Giudizio |
| ---------- | -------- |
| AllMusic   |          |
| Pitchfork  | 7,6/10   |

Movement in Still Life ha ottenuto recensioni positive da parte dei critici musicali. Su Metacritic, sito che assegna un punteggio normalizzato su 100 in base a critiche selezionate, l'album ha ottenuto un punteggio medio di 73 basato su sette recensioni.

## Tracce
Versione inglese
1. Movement in Still Life – 6:32 (Brian Transeau, Clifton "Jiggs" Chase, Ed Fletcher, Melvin Glover, Sylvia Robinson)
2. Ride – 4:56 (Brian Transeau, Alexander Paul Coe)
3. Madskillz-Mic Chekka – 5:36 (Brian Transeau, Jason Green, Keida Brewer)
4. The Hip Hop Phenomenon – 5:17 (Brian Transeau, Adam Freeland, Kevin Beber)
5. Mercury and Solace – 7:42 (Brian Transeau, Jan Johnston)
6. Dreaming – 9:15 (Brian Transeau, Judie Tzuke, Mike Paxman, Paul Muggleton)
7. Giving Up the Ghost – 6:43 (Brian Transeau)
8. Godspeed – 6:44 (Brian Transeau)
9. Namistai – 6:51 (Brian Transeau, Paul van Dyk)
10. Running Down the Way Up – 8:36 (Brian Transeau, Kirsty Hawkshaw, Mike Truman)
11. Satellite – 5:40 (Brian Transeau)

## Classifiche
| Classifica (2000) | Posizione massima |
| ----------------- | ----------------- |
| Regno Unito       | 87                |
| Stati Uniti       | 166               |